# Scopula dhofarata
Scopula dhofarata là một loài bướm đêm trong họ Geometridae.